# Гринько, Александр Бонифатьевич
Александр Бонифатьевич Гринько (26 сентября 1919, Грибова, Волынская губерния — 9 сентября 2013, Львов) — украинский и советский актёр театра и кино, певец (бас), деятель культуры, публицист, народный артист Украинской ССР (1990).

## Биография
В 1938 окончил Тернопольскую гимназию и поступил на юридический факультет Вильнюсского университета. В сентябре 1939 года был арестован польскими властями, как «нелояльный», освобождён из заключения Красной Армией.
В октябре 1939 года — депутат Народного Собрания Западной Украины от Лановецкого избирательного округа.
Поступил на медицинский факультет Львовского университета, пел в хоровой капелле «Трембіта», но через полгода оставил учёбу. В 1940 году был призван в РККА, службу проходил в Москве в Краснознамённом ансамбле красноармейской песни и пляски СССР под руководством А. В. Александрова.
24 июня 1941 по обвинению в «антисоветской деятельности» был арестован НКВД и осужден на 10 лет лагерей, заключение отбывал в Саратовской области, затем Коми АССР, позже — ещё 5 лет ссылки в Красноярске (реабилитирован в 1965).
С 1949 работал в лагерном театре, с 1956 — актёр Львовского театра им. М. Заньковецкой.
В 1963 окончил Киевский государственный институт театрального искусства им. Карпенко-Карого.
Исполнил ряд главных ролей в спектаклях украинских, русских и зарубежных драматургов. С 1971 снимался в кино.
Автор автобиографической повести «Білі ночі, чорні дні» (Львов, 1997), мемуарно-публицистического издания «Вернулся я из Сибири» («Повернувся я з Сибіру», 2010), ряда статей на театральные темы в газетах и журналах.

## Избранные роли в театре
- Белинский («Сестры Ричинские» И. Вильде)
- Лир («Король Лир» У. Шекспира)
- Гирав («Маруся Богуславка» М. Старицкого)
- Капитан («Память сердца» А. Корнейчука)
- Дорн («Чайка» А. Чехова)
- Злотницкий («Хозяин» И. Карпенко-Карого)
- Командор («Каменний хозяин» И. Франко)
- Степан Петренко («В степях Украины» А. Корнейчука)
- Орхидея («Человек со стороны» И. Дворецкого)
- Маршал («Белая болезнь» К. Чапека)
- Гестингс («Ричард III» У. Шекспира)
- Новаш («Здравствуй, Припять» А. Левады)
- Собака («Бременские музыканты»)
- Чучаченко («Знаменосцы» О. Гончара)
- Майданников («Поднятая целина» М. Шолохова) и др.

## Избранная фильмография
- 1971 — Каменный хозяин — Командор дон Гонзаго де Мендоза
- 1971 — Озарение — Дружинин
- 1973 — До последней минуты — священник
- 1976 — Дума о Ковпаке — Шерберг
- 1983 — Последний довод королей — генерал Хардести, начальник штаба ВВС
- 1983 — Провал операции «Большая Медведица» — Левко Завада, редактор эмигрантской газеты в Мюнхене
- 1993 — Западня — президент суда
- 1993 — Преступление со многими неизвестными — Гиртлер, прокурор
- 1993 — 1996 — Время собирать камни (телесериал) — судья

## Награды
- Орден князя Ярослава Мудрого IV (2009)[1] и V (1999)[2] степеней
- Народный артист Украинской ССР (1990)